# شهرستان (چالوس)
«شهرستان» یا «شهرستانک» دهکدهٔ توریستی و باستانی است از توابع بخش مرزن‌آباد شهرستان چالوس در استان مازندران ایراندر محدوده جنگلهای حفاظت شده استان مازندارن میباشد .
طبق کتب و آثار بدست آمده از این منطقه و آثار بدست آمده توسط سازمان میراث فرهنگی و آثار باستانی به جا مانده در این منطقه همچون محدوده قلعه باستانی(شاه نشین)، اهمیت این روستا را در گذشته از حیث دیده بانی و نظارت بر راه ها و مسیرهای شاهی را نشان میدهد، که قدمت آن به دوران ساسانی بازمیگردد، طبق کتب بدست آمده این منطقه در زمان حمله مغول و شیوع بیماری مورد هجوم و آسیب قرار گرفته و به مرور از جمعیت و فراوانی آن کاسته شده است. 
این روستا دارای چشمه های زیبایی همچون «اُجاعِ بِن»،«سیاه چشمه»،«دیلم چشمه»،«سِلان» میباشد.
همواره عدم رسیدگی و نظارت بر آثار باستانی و طبیعی متاسفانه موجب غارت و سوء استفاده سودجویان از منابع فرهنگی و باستانی و طبیعی شده است. 

## جمعیت
این روستا در دهستان بیرون‌بشم قرار دارد و براساس سرشماری مرکز آمار ایران در سال ۱۳۸۵، جمعیت آن ۷۹ نفر (۲۱خانوار) بوده‌است. مردم شهرستان از قومیت طبری هستند. مردم شهرستان به زبان طبری با گویش چالوسی سخن می‌گویند.
بزرگ‌ترین خاندان طبری این روستا «رِجوانی‌» ها می‌باشند که قدیمی‌ترین ساکنان این روستا هستند، از دیگر طوایف طبری این روستا می‌توان از شهرستانی، نعیم حسنی، ابراهیم شهرکی و سام دلیری نام برد. روستای شهرستان از نظر ارتفاع نسبت به روستاهای اطراف خودش در ارتفاع بالاتری قرار دارد، همین امر سبب شده تا مناظر طبیعی زیبایی داشته باشد.
همانگونه که ذکر شد بزرگ‌ترین طایفه در این روستا، متعلق به رجوانی‌ها است. کدخدا امیر رجوانی بزرگ این طایفه وخاندان بوده‌است که در سال ۱۳۸۰ فوت کردند و از ایشان هشت پسر و پنج دختر و نوگان و نتیجگان به جا مانده‌است و اکنون ذبیح الله رجوانی از نوادگان مرحوم خداکرم رجوانی بزرگ خاندان رجوانی میباشد.
این روستا دارای طبیعتی بکر و زیبااست که جنگل‌های روستای برار از سمت جنوب وتجلی شکوهمند شاه علمدار از سمت شمال و غرب زینت بخش چشم هر بیننده ای در روستا خواهد بود. سیاه چشمه در این روستا تأمین کننده اب این روستا وروستاهای همجوار می‌باشد.
روستاهای حریث، اغوذ داربن، گلامره و برار از روستاهای اطراف شهرستان (شهرستانک) می‌باشند.
قابل ذکر است که پیشینهٔ این روستا و خاندان رجوانی بنا بر اسناد موجود از نقل وانتقال زمین‌ها به حدود هفتصد سال پیش بر می‌گردد. بنا بر روایت‌های مختلف این روستا از نظر وسعت و جمعیت از بزگترین مناطق قابل سکونت بوده‌است که با توجه به اسناد میراث فرهنگی پیشینه این روستا دارای زمینه راه های شاهی و باستانی بوده و قلعه نظارتی و نگه بانی شاه نشین، از آثار به جا مانده از این دوران است که به دوره ساسانی منتسب شده،اما در گذر زمان به سبب حمله مغول و وقوع زلزله و بعد از آن شیوع بیماری وبا در فاصله سده‌های ده تا دوازده بسیاری از ساکنین آن کشته شدند یا از آن جا مهاجرت کردند و وجه تسمیهٔ نام شهرستان به این سبب بوده‌است.